# Eucalyptus celastroides
Eucalyptus celastroides är en myrtenväxtart som beskrevs av Porphir Kiril Nicolai Stepanowitsch Turczaninow. Eucalyptus celastroides ingår i släktet Eucalyptus och familjen myrtenväxter. Inga underarter finns listade i Catalogue of Life.